# Lina Maria Mannheimer
Lina Maria Mannheimer född 13 maj 1980, är en svensk filmregissör. 
Hon har examen i film- och konstvetenskap från Universidad de Nebrija i Madrid. Därefter fortsatte Mannheimer till Handelshögskolan i Stockholm och har även en ettårig masterexamen från Göteborgs filmskola. 
Mannheimer vann en guldbagge i kategorin bästa kortfilm vid Guldbaggegalan 2022 för Man med duvor.

## Regisserade filmer
- Man med duvor (2021)
- Parning (2019)
- Ceremonin (2015)
- De fem sinnena (2010)
- Kontraktet (2010)